# Ogeum-dong, Seoul
Ogeum-dong (koreanska: 오금동)  är en stadsdel i Sydkoreas  huvudstad Seoul. Den ligger i den sydöstra delen av staden i stadsdistriktet Songpa-gu.